# Tocantins (stato)
Il Tocantins è uno Stato del Brasile fondato nel 1988. Mentre numerose altre città della zona risalgono al periodo del colonialismo portoghese, la capitale, Palmas, fu fondata solo nel 1989. Lo Stato, che ha lo 0,75% della popolazione brasiliana, è responsabile dello 0,5% del PIL brasiliano.

## Geografia fisica
Il Tocantins è situato al confine tra la foresta amazzonica e la savana costiera, cosa che rende l'aspetto del territorio molto vario. Numerosi corsi d'acqua attraversano lo Stato, tra cui l'omonimo fiume. Da segnalare la presenza di 20 siti archeologici di un certo interesse.

## Economia

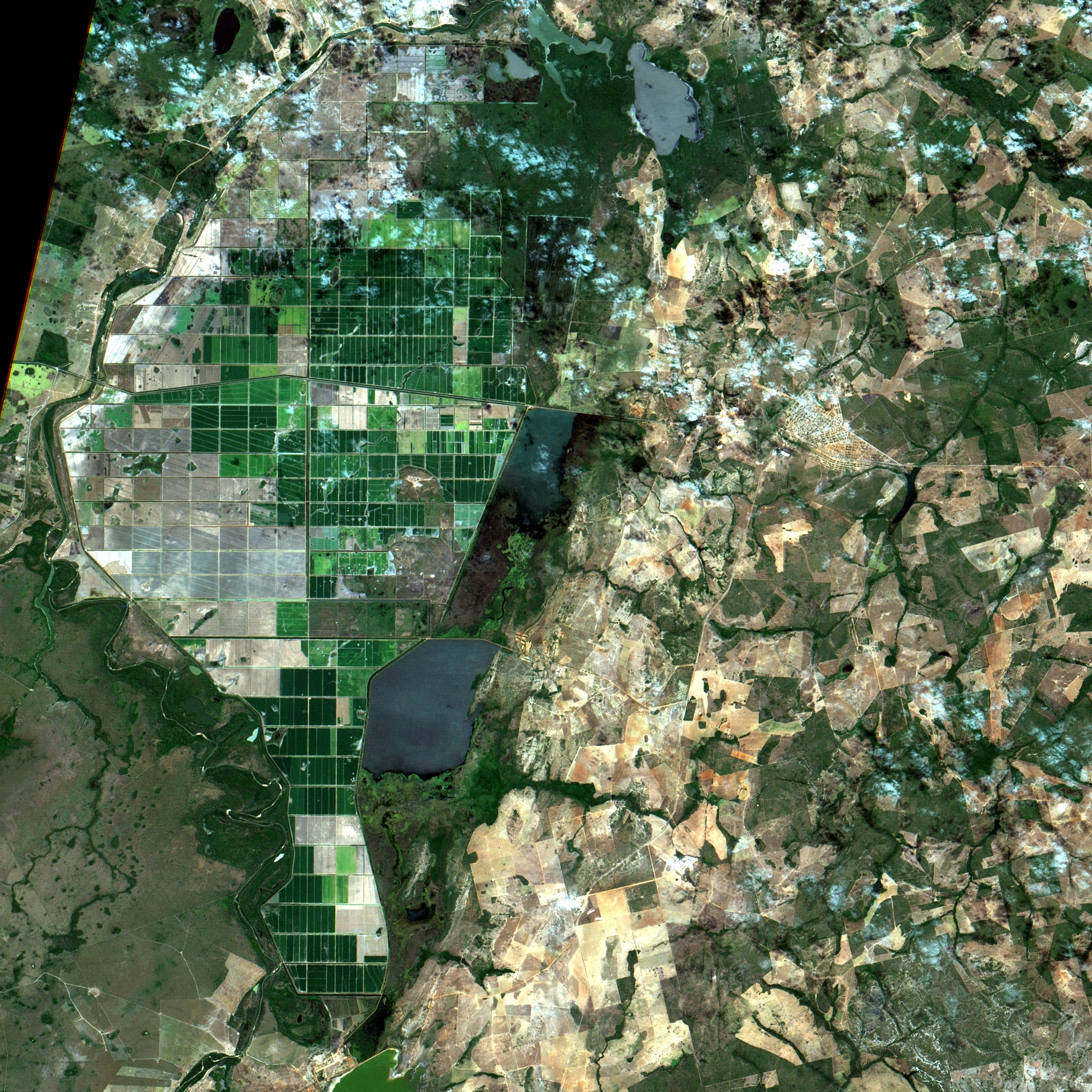
Riso innaffiato a Formoso do Araguaia

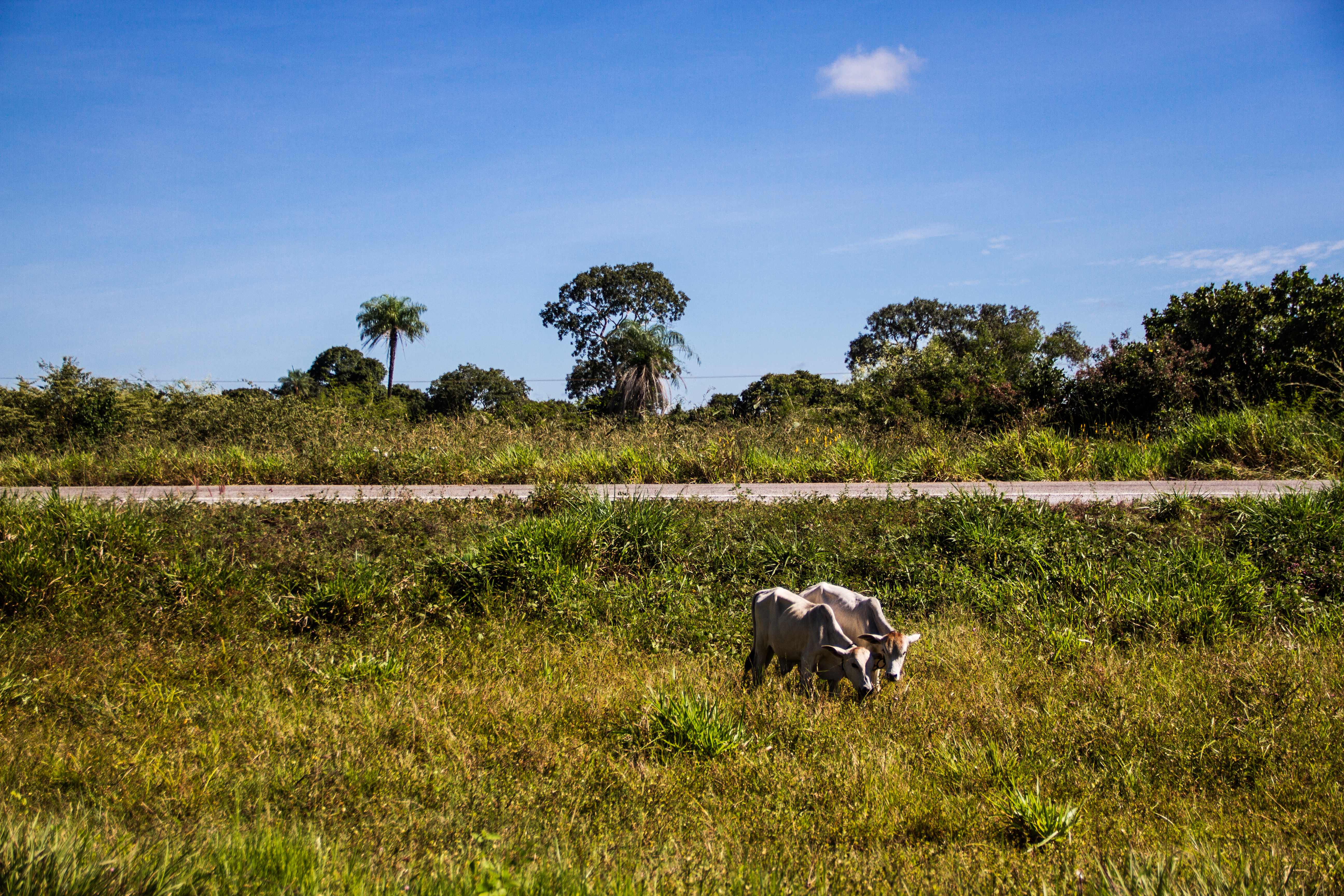
Bovini in Tocantins

Come in molti altri Stati brasiliani, anche nel Tocantins l'allevamento rappresenta una delle principali attività economiche. Molto importanti sono anche le piantagioni di ananas che, oltre a soddisfare la domanda interna, consentono esportazioni negli altri paesi Mercosul. Nel Nord dello Stato, la carbonella e vari oli vengono estratti dalla pianta nota come babaçu.
Il governo federale, al fine di potenziare l'economia locale, ha deciso di affidare ad una compagnia privata la costruzione di una diga idroelettrica a cinque turbine. Malgrado alcune conseguenze negative (lo sbarramento del fiume Tocantins e la confisca di terre ad alcune tribù indios), i vantaggi derivanti dallo sfruttamento di tale diga sono indiscutibili: una sola turbina serve l'intero Tocantins, mentre la corrente prodotta dalle altre viene venduta in altre parti del Brasile.
Il settore dei servizi è la componente principale del PIL con il 59,9%, seguito dal settore industriale con il 27,2%. L'agricoltura rappresenta il 12,9% del PIL (2004). Esportazioni di Tocantins: soia 89,2%, carne 10,5% (2002). L'economia di Tocantins si basa su un modello agro-export aggressivo ed espansivo ed è segnata da record consecutivi di ipereccedenze primarie: le sue esportazioni rivelano la sua forte propensione agricola. Seguendo l'esempio degli Stati confinanti (Mato Grosso e Goiás), sta diventando un importante produttore di cereali (soia, mais, riso).
Il valore lordo della produzione agricola dello Stato è stato stimato in oltre 7,6 miliardi di R$ nel 2019.
Tocantins è il più grande produttore di soia nella regione settentrionale del Brasile. Il raccolto del 2019 è stato di 3 milioni di tonnellate.
Lo Stato ha raccolto circa 1 milione di tonnellate di mais nel 2019.
Nel 2019, Tocantins era il leader nella produzione di riso nella regione settentrionale, diventando il terzo produttore più grande del Brasile. Prodotte più di 670 000 tonnellate nel raccolto 2016/2017.
Per quanto riguarda l'ananas, nel 2018 Tocantins è stato il sesto Stato produttore in Brasile, con 69 milioni di frutti.
Nel 2019, l'allevamento di bovini dello Stato era di 8 milioni di animali.
Per quanto riguarda l'industria, Tocantins ha registrato un PIL industriale di 4,5 miliardi di R$ nel 2017, pari allo 0,4% dell'industria nazionale. Impiega 30 234 lavoratori nel settore. I principali settori industriali sono: edilizia (34,1%), servizi industriali di pubblica utilità, come elettricità e acqua (28,4%), cibo (22,5%), minerali non metallici (5,2%) e prodotti chimici (1,5%). Questi cinque settori concentrano il 91,7% dell'industria statale.
La sua industria è principalmente agroindustriale, centralizzata in sei distretti situati in cinque città polari: Palmas, Araguaína, Gurupi, Porto Nacional e Paraíso do Tocantins. La sua industria è ancora piccola e si concentra principalmente sul consumo proprio.
Nel settore terziario (commercio e servizi) le sue principali attività sono concentrate nella capitale, Palmas, e anche nelle città situate lungo l'autostrada Belém-Brasilia (BR-153 e BR-226). Questa autostrada è vitale per Tocantins, poiché taglia lo Stato da nord a sud e consente una migliore performance nella crescita economica delle città situate nelle sue sponde, fungendo da magazzino per il trasporto stradale e servizi per i viaggiatori. Inoltre, l'autostrada Belém-Brasilia facilita anche il flusso di produzione da Tocantins verso altri Stati e porti della costa.

## Storia
Il territorio dell'odierno Tocantins (nome derivante da un termine indios) fu esplorato dalla Compagnia di Gesù attorno al 1625, al fine di convertire al cristianesimo gli indigeni.
Prima del 1988 l'area faceva parte dello Stato del Goiás, del quale costituiva la porzione più settentrionale. Tuttavia, sin dal Seicento, il Nord fu sempre isolato e difficilmente accessibile. Ne derivarono sprofondi squilibri economici tra le due aree e lo sviluppo di un forte movimento separatista nel Nord povero. Il primo episodio di ribellione, represso rapidamente con l'intervento dell'esercito, si ebbe già nel 1809, quando fu introdotta una pesante imposta sullo sfruttamento minerario. Del resto, varie ribellioni si verificarono per tutto il XIX secolo.
Solo negli anni settanta del XX secolo la pressione esercitata dalla popolazione locale sul governo federale fece sì che il Tocantins fosse riconosciuto come uno Stato dalla Costituzione del 1988.

## Bandiera

La Bandiera del Tocantins

Il messaggio rappresentato dalla bandiera è "dove il sole splende per tutti". Al centro spicca perciò un sole di color arancione, con lunghi raggi simmetrici che simboleggiano il futuro dello Stato. Il bianco su cui campeggia il sole rappresenta invece la pace. Il blu in alto a sinistra e l'arancione in basso a destra simboleggiano rispettivamente le acque e il suolo del Tocantins. I colori sono gli stessi della bandiera utilizzata dal Governo Autonomo di Palmas del XIX secolo.
La bandiera attuale fu adottata con la legge numero 094 del 17 novembre 1989.

## Città
Oltre alla capitale, altri centri importanti sono:
- Tocantinópolis
- Colinas do Tocantins
- Araguaína
- Gurupi
- Porto Nacional